# Puig Calbell
El Puig Calbell és una muntanya de 321 metres que es troba entre els municipis d'Òrrius, a la comarca del Maresme i de Vilanova del Vallès, a la comarca del Vallès Oriental.